# アンディ・ジョンソン
アンディ・ジョンソン（Andy Johnson, 1981年2月10日 - ）はイギリス出身の元イングランド代表サッカー選手。ポディジションはフォワード。

## 来歴
2012年6月18日、クイーンズ・パーク・レンジャーズFCへの移籍が決定した。
2014年9月3日、クリスタル・パレスFCへの短期契約での移籍が発表された。
2015年1月6日、契約満了により、クリスタル・パレスを退団した。